# Nicolas Steiner
Pour les articles homonymes, voir Steiner.
Nicolas Steiner, né en 1984 à Sion (Valais), en Suisse, est un réalisateur, scénariste et producteur suisse.

## Biographie
Nicolas Steiner a grandi en Valais, dans la commune de Turtmann, dans la vallée du Rhône, qui compte moins de mille habitants. Nombre de ses films, comme le court métrage Ich bin's Helmut (Je suis Helmut), tourné en 2009, ou le documentaire à l'humour artistique Kampf der Königinnen (Bataille des Reines, 2011) peuvent être considérés comme des (anti-)home movies de ses origines. À propos de l'influence de son pays natal, le Valais, où se déroulent nombre de ses films, Steiner a déclaré : "Je suis un réalisateur valaisan de part en part, qui aime ses racines. Et pourtant, le Valais en tant qu'endroit est d'une beauté effrayante. Charmant et pourtant si dangereusement flamboyant dans de jolies et trompeuses idylles de carte postale. Il y a des vaches. Les bordels, aussi. [...] Les montagnes escarpées protègent, mais tracent aussi une ligne de démarcation claire. Ils s'isolent. Ils vous attirent fièrement quand ils ne vous contraignent pas effroyablement. Le Valais m'a façonné et continuera à le faire. J'ai hâte d'y être."
Pendant sa scolarité, Steiner travaille à temps partiel comme fossoyeur et fromager à Arconciel (FR), joue de la batterie dans divers groupes de musique locaux et entre pour la première fois en contact avec la production cinématographique en tant que membre de l'équipe (recruteur Schlönz) dans le film de cinéma suisse À vos marques, prêts, Charlie! Fasciné par l'art du cinéma plus que par l'armée, Steiner effectue son service militaire en tant que percussionniste dans la fanfare militaire.
Au European Film College (Danemark) en 2005/2006, Steiner a étudié le cinéma scandinave et les suites de la vague du Dogme. Il a ensuite étudié l'ethnologie, la politique et les études cinématographiques à l'université de Zurich pendant un an avant d'être admis à la Filmakademie Baden-Württemberg à Ludwigsburg (Allemagne) pour étudier la réalisation en 2007. Au cours des années suivantes, Steiner a acquis une expérience des festivals internationaux de cinéma et a remporté de nombreux prix. Il a présenté son court métrage de première année en 35 mm Schwitze (2008) et le court métrage Ich bin's Helmut (2009), dans des festivals internationaux. Ich bin's Helmut a remporté plus de 42 prix dans le monde entier, dont le Grand Prix de l'un des plus grands festivals de films asiatiques à Tokyo (2011), le meilleur court métrage suisse au Festival international du court métrage de Winterthur (2010), une nomination au Prix du film allemand (Lola) et plus de 260 participations à des festivals sur les cinq continents.
En 2010, Steiner a reçu la prestigieuse bourse FULBRIGHT ainsi que le prix de la promotion culturelle du canton du Valais et a étudié pendant un an à l'institut d'art de San Francisco, où il s'est principalement consacré à la photographie analogique et au développement de jeux de société. Steiner s'est notamment consacré au phénomène de la ville fantôme à travers une série de photos analogiques, qui est devenue le point de départ de son film de fin d'études ultérieur Above and Below (2015).
Un an plus tard, Steiner réalise le long métrage documentaire Kampf der Königinnen (2011). Filmé en noir et blanc, Steiner dépeint la lutte traditionnelle et sanglante des Kuf dans le canton du Valais d'une manière rafraîchissante et moderne. Le film a été présenté en première dans le cadre de la Perspektive Deutsches Kino à la Berlinale 2011 et a remporté plusieurs prix. Le film est sorti dans les cinémas suisses avec Ich bin's Helmut (film de soutien).
En 2014, il séjourne à la Toy Factory à Brooklyn, New York, en tant qu'artiste en résidence du canton de Wallis.
Steiner a obtenu son film de thèse de 2015, Above and Below, à la Filmakademie Baden-Württemberg. Le documentaire dresse le portrait de cinq héros différents qui vivent au-delà des structures de la vie quotidienne. De Mars, à la Terre et en dessous : Une station martienne dans l'Utah, un cow-boy dans un bunker de la Seconde Guerre mondiale et les habitants des canaux d'inondation de Las Vegas. Après que le film a remporté un prix de compétition internationale à Rotterdam en 2015, Above and Below a été projeté dans de nombreux festivals à travers le monde et a remporté de nombreux prix. Le documentaire a notamment remporté deux LOLA d'or (Prix du film allemand du meilleur documentaire et de la meilleure photographie) et trois Trophées Quartz (Prix du film suisse du meilleur documentaire, du meilleur montage, du meilleur mixage) en 2016. Above and Below" a également remporté le prix du film de Zurich pour la meilleure musique dans un documentaire allemand. Le magazine américain de culture pop Variety a placé le film parmi les 10 meilleurs films de 2015 (aux côtés de Te Martian, Spotlight et Star Wars). Une sortie en salle suit dans plusieurs pays et Oscilloscope Laboratories porte le film dans les salles américaines.
Nicolas Steiner est membre de la European Film Academy ainsi que de la Swiss Film Academy.
Il a occupé des postes de jury dans divers festivals internationaux de cinéma, notamment à Locarno, Kansk (Sibérie), Dresde, Filmschau Baden-Württemberg, Eberswalde, Basler Filmpreis, Solothurner Filmtage.
Entre-temps, Steiner a donné et continue de donner des master classes ou des séminaires en Suisse, en Allemagne, en Hollande, en Afrique du Sud, en Russie et surtout aux États-Unis. Entre autres à l'Université de télévision et de cinéma de Munich, à l'Université d'État de cinéma et de télévision de Saint-Pétersbourg, au Docfest de Maastricht, à l'Université des arts de Zurich, au Northwest Film Forum de Seattle ou à l'Université de Pittsburgh.
En septembre 2016, il a reçu le prix RÜNZI 2016, qui est décerné chaque année depuis 1972 à une personnalité valaisanne et est remis par le président du Conseil d'État concerné.
Steiner travaille actuellement sur une série originale Netflix Truecrime.

## Filmographie

### En tant qu'acteur
- 2002 : À vos marques, prêts, Charlie !
- 2006 : Alles bleibt anders

### En tant que réalisateur
- 2008 : Schwitze
- 2009 : Ich bin's, Helmut (Je suis Helmut, court-métrage de 11 min 40 s)
- 2011 : Kampf der Königinnen (Bataille des Reines)
- 2015 : Above and Below

#### Schwitze (Sueur) (2008)
Ce long métrage en 35 mm sera projeté au Festival du film de Locarno. "Deux Suisses font transpirer la vérité de leur corps dans un sauna à vapeur. Le coucou donne le ton. Tout va bien jusqu'à ce qu'on ponde un œuf..."

#### Ich bin's Helmut (Je suis Helmut) (2009)
Dans son court métrage Ich bin's Helmut (Je suis Helmut), tourné sur une bobine 16 mm dans une séquence plate, Steiner arrache littéralement le décor : "Helmut fête ses 60 ans. Il a 57 ans, mais sa femme a fait un mauvais calcul. Alors que la façade de la domesticité petite-bourgeoise commence peu à peu à s'effondrer, de vieux amis passent pour donner des conseils bien intentionnés - une déclaration d'amour fantaisiste pour l'éphémère." Le film remporte plus de 42 prix dans le monde entier et participe à plus de 260 festivals sur les cinq continents[4].

#### Battle of the Queens (Bataille des Reines) (2011)
Tourné en noir et blanc, son documentaire Kampf der Königinnen porte sur le combat des vaches Eringer. Une coutume qui s'exerce principalement dans le canton du Valais. Steiner a su capturer cette atmosphère en équilibrant tradition et modernité avec un clin d'œil. Les scènes de combat sont montrées dans un ralenti extrême. Ce film a également été projeté dans de nombreux festivals (dont la Berlinale 2011, Perspektive Deutsches Kino) et a remporté plusieurs prix.

#### Above and Below (Au-dessus et en dessous) (2015)
Son film de diplôme de la Filmakademie Baden-Württemberg, Above and Below (2015), dresse le portrait de cinq "artistes de la survie" très différents qui vivent au-delà des structures de la vie quotidienne et qui, même lorsqu'ils essaient, ne parviennent pas à s'y replonger. Steiner se rend sous terre, dans les systèmes de tunnels de Las Vegas, où le couple Cindy et Rick, ainsi que de nombreuses autres personnes, luttent quotidiennement pour survivre. Lalo, appelé le Parrain, y vit aussi dans un petit tunnel et parle de l'ordre qu'ils maintiennent malgré tout. Dans le désert de l'Imperial County, en Californie, près de Slab City, nous rencontrons Dave, un reclus de la vie et de ses proches. L'histoire d'April, membre de la station de recherche du désert de Mars à Hanksville, dans l'Utah, qui étudie comment la vie humaine pourrait fonctionner sur Mars, semble nous transporter sur d'autres planètes.
Above and Below (2015) a remporté de nombreux prix, dont deux LOLA d'or (prix du film allemand pour le meilleur documentaire et la meilleure photographie) en 2016 et trois Quartz (prix du film suisse pour le meilleur documentaire, le meilleur montage, le meilleur mixage) en 2016. Parallèlement, le film a reçu le prix de la meilleure musique dans un documentaire allemand en 2015. Le documentaire a été projeté dans plus de 80 festivals à travers le monde.

## Prix et récompenses
- 2010 : Meilleur court métrage pour Ich bin’s, Helmut (CineMAiubit - Festival international du film étudiant)
- 2010 : Prix de promotion du ministre de la Culture pour Ich bin's, Helmut (Festival du film de Dresde)
- 2011 : prix Taurus Studio pour l'innovation pour Ich bin’s, Helmut (Festival international du film fantastique de Neuchâtel)
- 2011 : Grand Prix pour Ich bin's, Helmut (Tokyo, Short Shorts Film Festival & Asia)
- 2016 : Prix du cinéma suisse - Meilleur documentaire pour Above and Below
- 2016 : Prix du cinéma suisse - Meilleur montage pour Above and Below
- 2016 : Prix du cinéma suisse - Meilleur mixage pour Above and Below
- 2016 : Prix du film allemand - Meilleur documentaire pour Above and Below.
- 2016 : Prix du film allemand - Meilleure cinématographie pour Above and Below.
- 2016 : Prix du film allemand du meilleur film documentaire pour Above and Below

## Récompenses et distinctions
- (en) Nicolas Steiner: Awards, sur l'Internet Movie Database